# Homestead Meadows South (Teksas)
Homestead Meadows South je naseljeno mjesto za statističke potrebe u američkoj saveznoj državi Teksas. Prema popisu stanovništva iz 2010. u njemu je živjelo 7.247 stanovnika.